# Richard Frankenberg (Historiker)
Richard Frankenberg (* 29. September 1902 in Altona; † 24. Juli 1988 in Hamburg) war ein deutscher Historiker und Mitarbeiter des Reichssicherheitshauptamtes (RSHA).

## Leben
Richard Frankenberg wurde als Sohn des Studienrats Richard Frankenberg sen. und dessen Frau Maria, geb. Sievers, in Altona an der Unterelbe (Holstein) geboren. Er besuchte das Staatliche Gymnasium Christianeum und nach der Versetzung des Vaters ins Ruhrgebiet 1918 das Städtische evangelische Gymnasium in Dortmund, an dem er im März 1921 das Abitur ablegte. Bereits 1920 beteiligte er sich an den Kämpfen gegen die Rote Ruhr-Armee als Ordonnanz im Freikorps Epp. Er gehörte in seiner Jugend der Wandervogelbewegung an und gründete 1919 nationale Jugendorganisationen mit. Von 1921 bis 1925 studierte er Deutsch und Geschichte, zuletzt in Münster. Im Juni 1927 wurde Frankenberg in Münster bei Hermann Wätjen mit einer Arbeit über Die Nichterneuerung des deutsch-russischen Rückversicherungsvertrages im Jahre 1890 promoviert, mit der er der angeblichen Legende vom „Kriegs- und Eroberungswillen der deutschen Politik“ entgegenwirken wollte. In der Studentenzeit beteiligte er sich an Propagandamaßnahmen gegen die Ruhrbesetzung 1923 und als Leiter des Rheinkampfes im Deutschen Hochschulring.
1930 folgte eine didaktische Publikation zur Behandlung des Grenz- und Auslandsdeutschtums im gymnasialen Geschichtsunterricht. Frankenberg absolvierte von 1926 bis 1928 sein Referendariat in Flensburg und Kiel und arbeitete in Kiel und am Deutschen Gymnasium in Apenrade. Dort engagierte er sich in der Grenzlandpolitik im Bund Schleswig-Holstein. Er bereiste mehrere Länder Europas, um die Deutschtumspolitik kennenzulernen. Wissenschaftlich befasste er sich seit 1926 mit dem Schriftsteller sowie Burschenschafter Harro Harring und entfachte mit dem Bibliothekar Rudolf Bülck um 1931 eine Kontroverse um diesen Autoren, ob er für einen friesischen Skandinavismus oder für die deutsche Nationalbewegung zu vereinnahmen sei. Hintergrund war der Streit um Nordschleswig. Frankenberg trat zum 1. Mai 1933 der NSDAP bei (Mitgliedsnummer 2.733.829) und war seit dem 15. März 1934 SS-Mitglied (SS-Nummer 250.432) sowie Mitglied im NS-Lehrerbund.
Am 16. September 1934 wurde Frankenberg an die Hochschule für Lehrerbildung in Kiel als kommissarischer Dozent berufen, 1937 durch „Führerbefehl“ zum Professor ernannt. 1939 wurde die HfL geschlossen, Frankenberg als SS-Hauptscharführer zum Reichssicherheitshauptamt beurlaubt. Seit 1940 im „wissenschaftlichen Kriegseinsatz“, lehrte Frankenberg angeblich als Dozent an der Berliner Humboldt-Universität. Als SS-Obersturmführer, Mitarbeiter des SD und „Norwegenreferent“ arbeitete er im RSHA als Referatsleiter für die nordischen Länder unter SS-Obersturmbannführer Eberhard von und zu Steinfurth. Zuerst im Amt VI (politischer Auslandsnachrichtendienst) angesiedelt wechselte das Aufgabengebiet „Besetzte Gebiete“ 1941 zum Amt III (Lebensgebiets-Nachrichtendienst). Kurz vor Kriegsende wurde er in die Flakreserve einberufen, bis Kriegsende in Norwegen stationiert, anschließend bis 1947 in britischer Kriegsgefangenschaft. Nach seiner Entnazifizierung arbeitete er von 1949 bis zu seiner Pensionierung 1968 als Studienrat bzw. Oberstudienrat an der Bismarckschule (Elmshorn).

## Schriften (Auswahl)
- Die Nichterneuerung des deutsch-russischen Rückversicherungsvertrages im Jahre 1890. Deutsche Verlagsgesellschaft für Politik und Geschichte, Berlin 1927 (Zugl.: Münster (Westf.)., Univ., Diss., 1927).
- Das Grenz- und Auslandsdeutschtum im Geschichtsunterricht der höheren Schulen. Leipzig, Berlin 1930.
- Harro Harring in Schleswig-Holstein 1848/49. In: Zeitschrift der Schleswig-Holsteinischen Geschichtsgesellschaft, Bd. 60, 1931.